# Slowakije op het Eurovisiesongfestival 2010
In 2010 nam Slowakije voor de vijfde maal deel aan het Eurovisiesongfestival. Deze editie werd gehouden in Oslo, Noorwegen.
Dit jaar werd voor Slowakije een poplied gestuurd. Kristina zong een mysterieus, bezwerend liedje over een bosrijke streek in Slowakije.

## In Oslo
Slowakije trad dit jaar aan in de eerste halve finale op dinsdag. Het land moest het podium op als vierde van de zeventien deelnemers, het kwam net na Estland en voor Finland. Het land behaalde een pover resultaat met vierentwintig punten. Het land kreeg punten van Servië (6), Bosnië en Herzegovina (5), Portugal (5), IJsland (5), Finland (2), België (1) en Malta (1). De vierentwintig punten waren niet genoeg voor een deelname aan de finale op zaterdag. Slowakije strandde op een zestiende plaats.
1994 · 1995 · 1996 · 1997 · 1998 · 1999-2008 · 2009 · 2010 · 2011 · 2012 · 2013-2025